# Une colère noire
 (mars 2018).
Une colère noire, sous-titré Lettre à mon fils, est un ouvrage de l'écrivain et journaliste Ta-Nehisi Coates. 
Son titre original est Between The World And Me. Il paraît en France aux éditions Autrement, en 2015, dans une traduction de Thomas Chaumont.

## Publication du livre

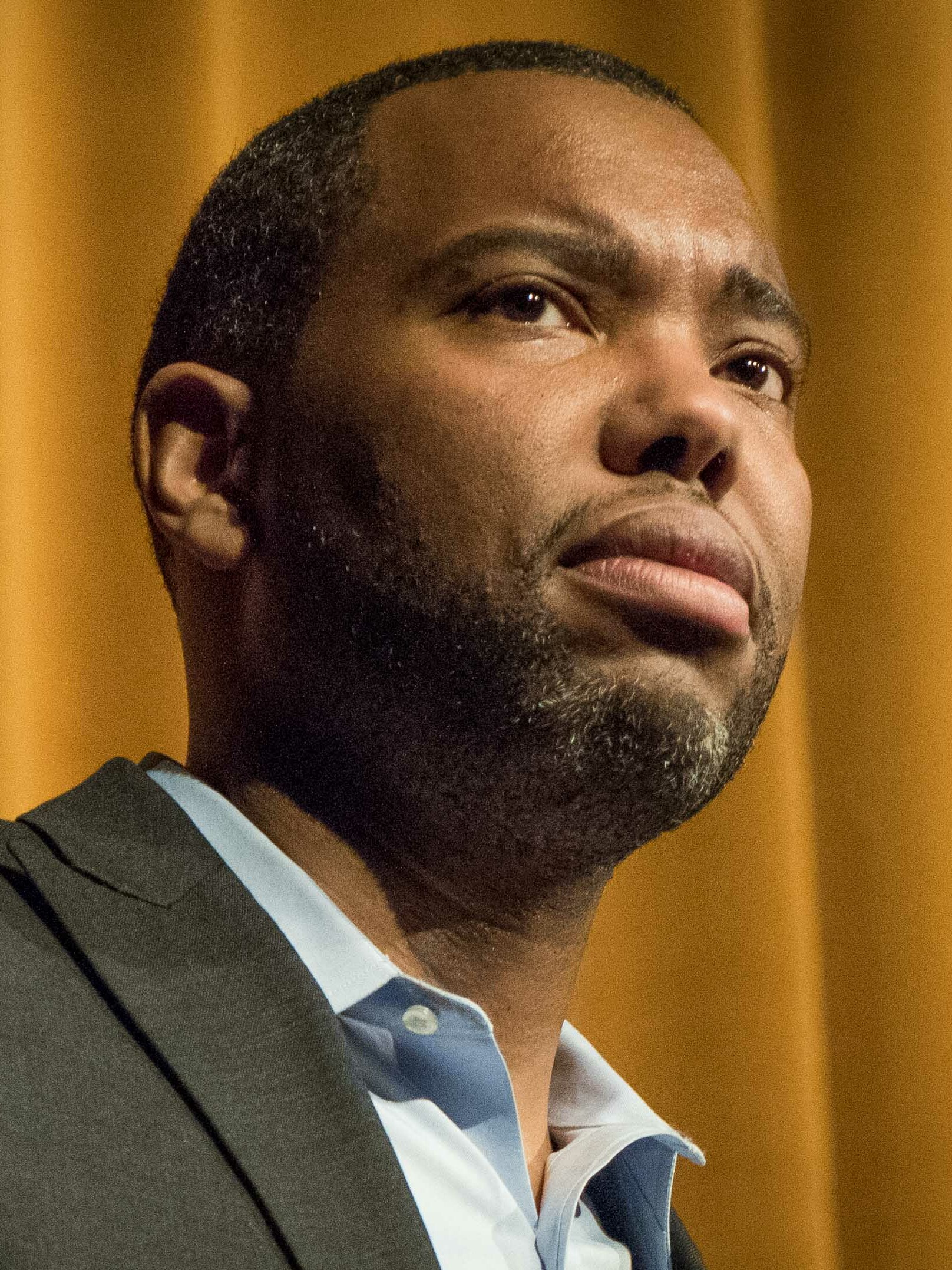
Ta-Nehisi Coates donant un discours en 2015 à l’Université de Virginie.

Between The World And Me, de son titre original, est le second livre de Coates, après la publication de ses mémoires dans The Beautiful Struggle en 2008.
L'œuvre est largement inspirée de The Fire Next Time, que James Baldwin écrit en 1963. Mais contrairement à Baldwin, Coates voit la suprématie blanche comme une force indestructible, une force que les Noirs américains n'éluderont ou n'effaceront jamais, mais contre laquelle ils lutteront toujours.
Le livre est arrivé en tête de liste des meilleures ventes du New York Times d'ouvrages non romanesques le 2 août 2015 et est demeuré au premier rang pendant trois semaines. Il s'est de nouveau classé en tête de la liste des meilleures ventes du New York Times la semaine du 24 janvier 2016.
Le titre du livre provient d'un poème de Richard Wright, qui est maintenant publié dans de nombreux recueils et a été publié pour la première fois dans le numéro de juillet/août 1935 de la revue Partisan Review. Ce poème raconte l'histoire d'un homme noir découvrant le site d'un lynchage et devient incapable avec la peur, créant ainsi une barrière entre le monde et lui. 

## Résumé
L'auteur s'adresse dans cet ouvrage à son fils, à qui il transmet ses sentiments et retrace l'histoire de son pays, les États-Unis. Il dénonce ainsi dans son ouvrage la violence raciste qui a été tissée dans la culture américaine, à travers ses expériences, de l'université Howard aux visites sur les champs de bataille de la Guerre Civile américaine, de son enfance dans le West Baltimore à son voyage à Paris. Ce livre confronte ainsi le passé avec le présent pour introduire à son fils le monde dans lequel il vit.

## Accueil critique
Le livre a été légitimé par la romancière Toni Morrison, qui a accueilli Ta-Nehisi Coates comme la nouvelle voix capable de remplir le vide causé par la mort de l'écrivain James Baldwin en 1987.
Pour The New Yorker, c'est « Un livre crucial en ce moment d'éveil des générations ». 
A. O. Scott du New York Times, décrit ce livre comme « essentiel, comme l'eau ou l'air ».

## Distinction
Récompensé par le National Book Award, il a également été finaliste pour le Prix Pulitzer 2016.